# Loxotephria taiwana
Loxotephria taiwana là một loài bướm đêm trong họ Geometridae.